# Pachnobia kongsvoldensis
Pachnobia kongsvoldensis là một loài bướm đêm trong họ Noctuidae.